# Seymour-Insel
Die Seymour-Insel (englisch Seymour Island,  in Chile Isla Seymour, in Argentinien Isla Marambio) liegt im Weddell-Meer, südöstlich der Nordspitze von Grahamland auf der Antarktischen Halbinsel.

## Lage
Die Insel liegt nur wenige Kilometer nordöstlich von Snow Hill Island und östlich der James-Ross-Insel. Sie ist 2,5 bis 8,8 km breit und 19,2 km lang, und hat eine Fläche von etwa 100 km². Im Jahre 1843 wurde sie durch den britischen Seefahrer Sir James Clark Ross entdeckt. Er benannte die Insel nach dem Konteradmiral und späteren Flottenadmiral Sir George Francis Seymour (1787–1870). Namensgeber der argentinischen Benennung ist Gustavo Argentino Marambio (1919–1953) von der Fuerza Aérea Argentina, der als einer der ersten Piloten die Antarktis überflogen hatte.

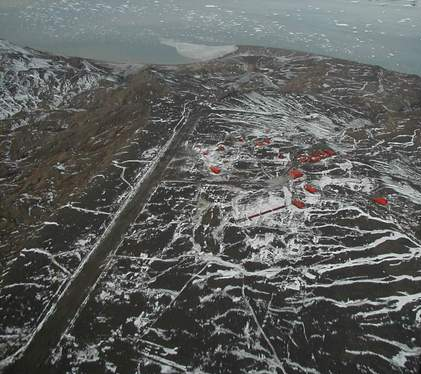
Luftbild mit Landebahn und Marambio-Station

Die Insel wird manchmal nach dem dort ansässigen argentinischen Stützpunkt in Argentinien auch isla Marambio genannt. Die Wissenschaftler dort beschäftigen sich u. a. mit dem Polarlicht (Aurora australis), mit Meteorologie, Eigenschaften der Ionosphäre, Gletscherkunde, kosmischer Strahlung und der Überwachung des Ozongehalts der Stratosphäre.
In Penguins Bay an der Südküste der Insel steht eine hölzerne Gedenktafel, die von der Besatzung der argentinischen Korvette Uruguay an der Stelle errichtet wurde, an der sie am 10. November 1903 auf zwei Teilnehmer der verschollenen schwedischen Antarktis-Expedition unter Leitung von Otto Nordenskjöld traf. Die Tafel und ein 1990 errichteter Steinhügel stehen als
Historische Stätte und Denkmal HSM-60 unter dem Schutz des Antarktisvertrags.

## Klima
Das Klima auf der Seymour-Insel ist kalt und trocken. An der Marambio-Station liegt die mittlere Temperatur über das Jahr bei −9,1 °C, im Dezember, dem wärmsten Monat, bei −1,7 °C und im Juli, dem kältesten Monat, bei −15,2 °C. Die starken Winde und geringen Niederschläge sorgen dafür, dass die Oberfläche der Insel meistens schneefrei ist.

## Fauna (Tierwelt)
Ein 294 ha großes Gebiet am Pinguinenkap der Seymour-Insel wird von BirdLife International als Important Bird Area (AQ070) ausgewiesen. Neben großen Kolonien von Adéliepinguinen (Pygoscelis adeliae) brüten auf der Seymour-Insel auch die Antipodenseeschwalbe (Sterna vittata), die Dominikanermöwe (Larus dominicanus), die Antarktische Raubmöwe (C. maccormicki), die Subantarktikskua (Stercorarius antarcticus), die Buntfuß-Sturmschwalbe (Oceanites oceanicus) und der Schneesturmvogel (Pagodroma nivea).
Der norwegische Kapitän Carl Anton Larsen fand 1892 auf der Insel Fossilien. Die Insel ist seitdem, wie die benachbarte James-Ross-Insel, ein bevorzugter Platz für paläontologische Feldforschung, insbesondere, weil sich in den Ablagerungen die KT-Grenze manifestiert, die mit einem massenhaften Artensterben verbunden war. Auf der Insel sind zahllose Fossilien entdeckt worden, darunter ausgestorbene Pflanzen, Wirbellose, Mosasaurier, Plesiosaurier, Fische, Krokodile, Beuteltiere, Wale und Pinguine. Im Jahr 2011 fanden chilenische Forscher auf der Seymour-Insel ein später als fossiles Ei identifiziertes Objekt. Dabei handelt es sich um das zweitgrößte bisher gefundene Ei und das größte mit einer weichen Schale. Vermutet wird ein Bezug zu ausgestorbenen Meeresreptilien (Mosasaurier oder Plesiosaurier).